# Jane Fonda
Jane Seymour Fonda (ur. 21 grudnia 1937 w Nowym Jorku) – amerykańska aktorka, producentka filmowa, pisarka i aktywistka. Laureatka licznych wyróżnień, w tym dwóch Oscarów (za role w filmach Klute i Powrót do domu), dwóch BAFTA, Emmy i siedmiu Złotych Globów. Zdobyła także Honorową Złotą Palmę, Honorowego Złotego Lwa, Nagrodę im. Cecila B. DeMille’a oraz nagrody Amerykańskiego Instytutu Filmowego i Gildii Aktorów Ekranowych za całokształt twórczości.
Jako aktorka zadebiutowała w 1954 rolą teatralną w przedstawieniu Dziewczyna z prowincji w Omaha Community Playhouse. W kinie po raz pierwszy pojawiła się w filmie Wysoka historia (1960). Uwagę kinomanów zwróciła na siebie tytułową rolą w filmie fantasy Barbarella. Status jednej z najlepiej zarabiających gwiazd kina zyskała po zagraniu tytułowej roli w kasowej komedii Kasia Ballou (1965). Do najpopularniejszych filmów z jej udziałem zaliczają się także m.in. Boso w parku (1967), Czyż nie dobija się koni? (1969), Klute (1971), Julia (1977), Powrót do domu (1978), Przybywa jeździec (1978), Suita kalifornijska (1978), Chiński syndrom (1979), Nad złotym stawem (1981), Nazajutrz (1986) i Sposób na teściową (2005). W trakcie kariery zagrała w filmach uznanych reżyserów, takich jak np. Roger Vadim, Sydney Pollack, Alan J. Pakula i George Cukor.
Od lat 70. zaangażowana w działalność polityczną, społeczną, filantropijną i charytatywną.

## Życiorys

### Rodzina i edukacja
Urodziła się poprzez cięcie cesarskie 21 grudnia 1937 w Nowym Jorku jako córka aktora Henry’ego Jaynesa Fondy (ur. 16 marca 1905, zm. 12 sierpnia 1982) i finansistki Frances Fondy (z domu Ford Seymour; 14 kwietnia 1908, zm. 14 kwietnia 1950). Imię zawdzięcza trzeciej żonie króla Henryka VIII – Jane Seymour, swojej dalekiej przodkini. Jej młodszy brat Peter Henry (ur. 23 lutego 1940, zm. 16 sierpnia 2019) został aktorem, scenarzystą i reżyserem filmowym. Z pierwszego małżeństwa matki (z George’em T. Brokawem) miała przyrodnią siostrę, Frances de Villers Brokaw (1931–2008).

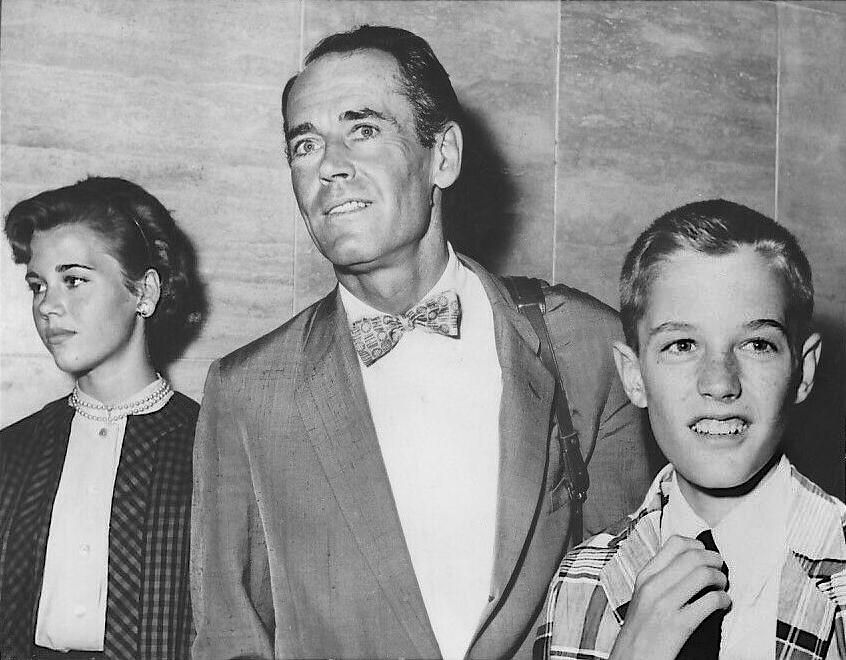
Fonda z ojcem Henrym i bratem Peterem (1955)

Dorastała w pałacu przy 900 North Tigertail Road w Los Angeles. Jako dziecko cierpiała na brak wystarczającej troski i zainteresowania ze strony chłodnych emocjonalnie rodziców, była wychowywana głównie przez guwerantki i liczny personel zatrudniony w rezydencji Fondów. W 1949 jej ojciec odszedł do innej kobiety, aktorki Susan Blanchard. Jej matka w kwietniu 1950 popełniła samobójstwo w szpitalu psychiatrycznym Craig House w Beacon pod Nowym Jorkiem. Po ślubie ojca z Susan Blanchard w grudniu 1950 (małżeństwo zakończyło się rozwodem w 1957) przeprowadziła się z nim do kamienicy przy East Severty Fourth Street w Nowym Jorku. Kiedy miała 13 lat, zachorowała na bulimię, z którą mierzyła się aż do 37. roku życia.
W 1944 rozpoczęła naukę w Town and Country School w Brentwood, a następnie w Greenwich Academy w Greenwich w stanie Connecticut, dokąd przeprowadziła się ze względu na zobowiązania zawodowe ojca. Uczyła się w żeńskim Vassar College w Troy. Latem 1956 wyjechała do Paryża, gdzie podjęła studia w zakresie malarstwa w akademii Beaux Art. Po powrocie do Stanów Zjednoczonych pracowała jako fotomodelka, a jedno z jej zdjęć zostało opublikowane w 1959 na okładce lipcowego wydania czasopisma „Vogue”.

### Kariera
Jako aktorka zadebiutowała w 1954 rolą w przedstawieniu Dziewczyna z prowincji (The Country Girl) w Omaha Community Playhouse w Omaha w stanie Nebraska. W spektaklu zagrała u boku ojca, choć miała z nim napięte relacje. W 1958 zapisała się na kursy dramatyczne do Actors Studio Lee Strasberga. W tym okresie zamieszkała w apartamencie przy 55 East Street w Nowym Jorku. 29 lutego 1960 wystąpiła premierowo w spektaklu Była sobie mała dziewczynka (There Was a Little Girl) w Cort Theater na Broadwayu, a za rolę w tej sztuce otrzymała przychylne recenzje i nagrodę miesięcznika „Theater World” za najbardziej obiecujący debiut teatralny sezonu 1959/1960.

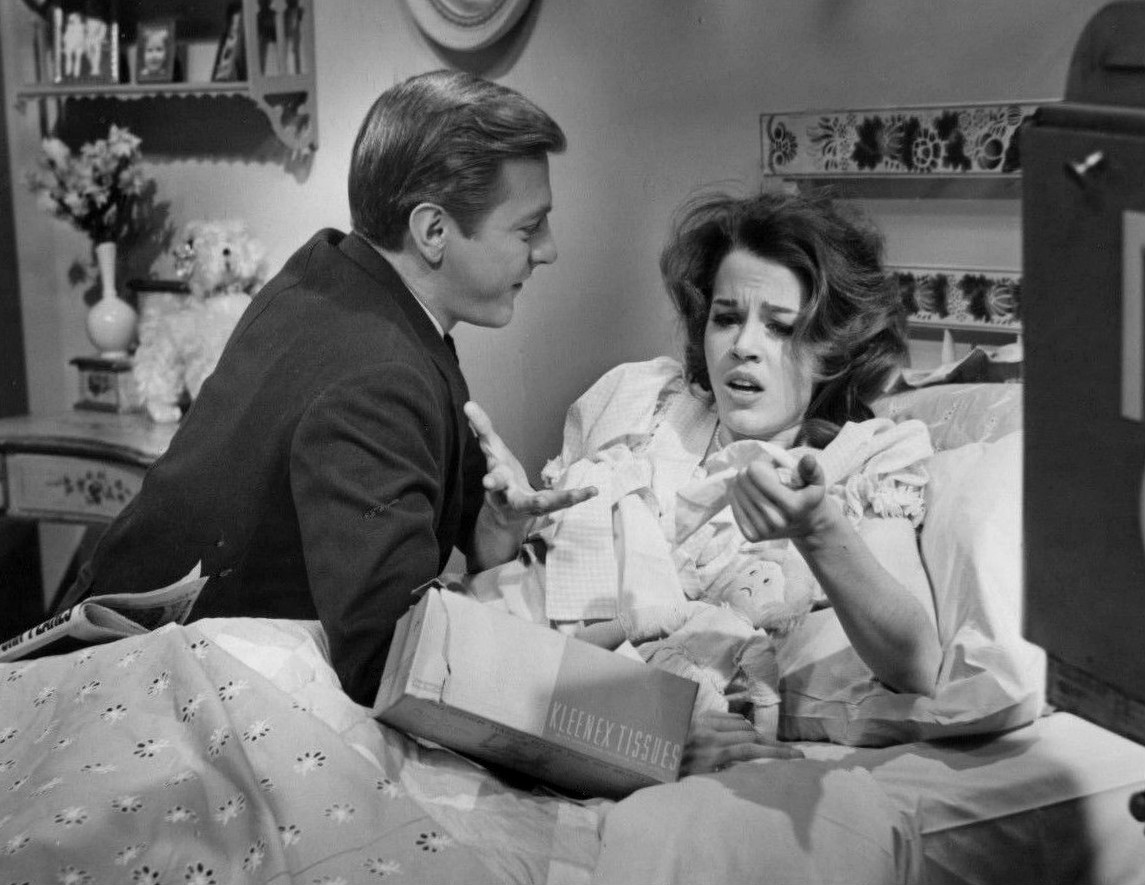
George Grizzard i Fonda na planie filmu Sznur różańca (1961)

W 1959 zawarła pięcioletni kontrakt aktorski z Joshui Loganem, u którego zadebiutowała główną rolą żeńską w komedii Wysoka historia (Tall Story, 1960), jednak film zebrał chłodne recenzje. Wiosną 1960 wystąpiła w spektaklu Zaproszenie do marca (Invitation to a March (reż. Arthur Laurents) i za swoją rolę zebrała kolejne przychylne recenzje. W 1961 wystąpiła w serialu telewizyjnym Sznur różańca (A String of Beads) i filmie Edwarda Dmytryka Spacer po dzikiej stronie (Walk on the Wild Side, 1962). Po fiasku Spaceru… odkupiła za 100 tys. dol. kontrakt, który zawarła z Loganem. Następnie wystąpiła w filmach: Raport Chapmana (The Chapman Report, 1962) George’a Cukora, Okres przygotowawczy (Period of Adjustment, 1962) George’a Roya Hilla i W chłodzie dnia (In the Cool of the Day, 1963) Roberta Stevensa, jednak wszystkie trzy zebrały chłodne recenzje i poniosły komercyjną klęskę. Krytyczne opinie zebrała również za występ w komedii Zabawna para (Fun Couple) wystawionej premierowo 26 października 1962 w Lyceum Theatre. Zagrała także w przedstawieniu realizowanym przez Actors Studio Dziwne interludium (Strange Interlude) i w filmie Petera Tewksbury’ego Niedziela w Nowym Jorku (Sunday in New York, 1963).
Po zagraniu w Niedzieli… wyjechała do Paryża, gdzie wystąpiła w ciepło przyjętej przez krytyków w Europie, ale gorzko przez amerykańskich recenzentów, roli Melindy w filmie Rene Clementa Koty (Joy House, 1964) z Alainem Delonem. Podczas pobytu w Paryżu nawiązała relację uczuciową z reżyserem Rogerem Vadimem, u którego w późniejszym czasie zagrała w kilku filmach: Krąg (La Ronde, 1964), Zdobycz (La curée, 1966), Barbarella (Barbarella: Queen of the Galaxy, 1968) i Trzy kroki w szaleństwo (Histoires extraordinaires, 1968). Po nakręceniu Kręgu wróciła do Hollywood, by zagrać tytułową rolę w kasowej komedii Elliota Silversteina Kasia Ballou (Cat Ballou, 1965), dzięki której zyskała status jednej z najlepiej zarabiających gwiazd kina. Następnie zagrała Annę Reeves w thrillerze Arthura Penna Obława (The Chase, 1966), Ellen Gordon w komedii Roberta Ellisa Millera W każdą środę (Any Wednesday, 1966) i Julie Ann Warren w dramacie Ottona Premingera Szybki zmierzch (Hurry Sundown, 1967). Za rolę Corie Bratter w komedii romantycznej Gene Saksa Boso w parku (Barefoot in the Park, 1967) była nominowana do nagrody BAFTA dla najlepszej aktorki zagranicznej. W latach 60. odrzuciła propozycję zagrania: Lary w melodramacie Davida Leana Doktor Żywago (Doctor Zhivago, 1965), Bonnie Parker w gangsterskim filmie neo-noir Arthura Penna Bonnie i Clyde (Bonnie and Clyde, 1967) i horrorze psychologicznym Romana Polańskiego Dziecko Rosemary (Rosemary’s Baby, 1968).

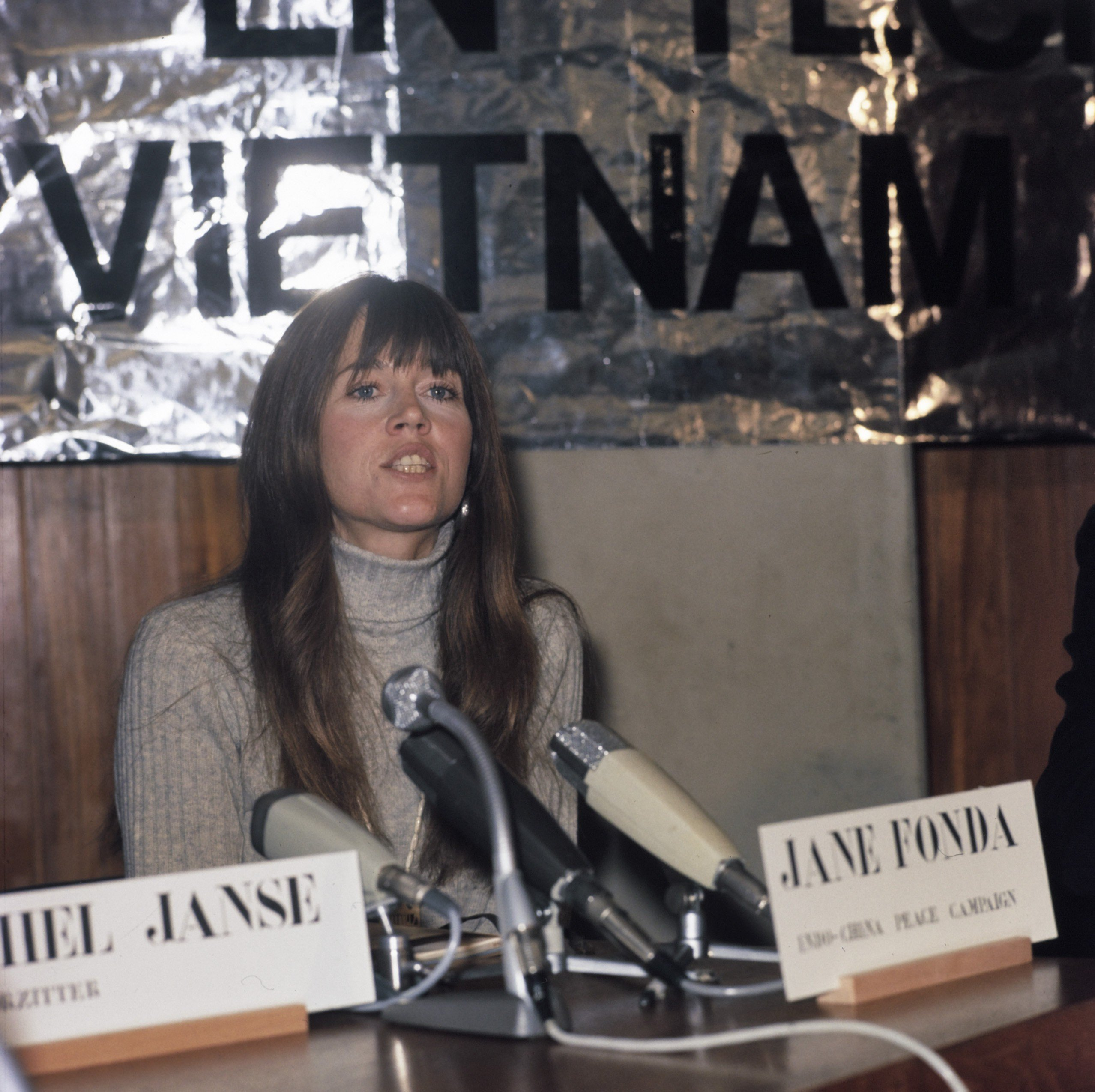
Fonda na spotkaniu prasowym poświęconym Wietnamowi (1975)

Za rolę zubożałej Glorii, biorącej udział w wycieńczającym maratonie tańca, w dramacie Sydneya Pollacka osadzonym w czasach Wielkiego kryzysu Czyż nie dobija się koni? (They Shoot Horses, Don’t They?, 1969) otrzymała w 1970 nominację do Oscara dla najlepszej aktorki i Nagrodę Nowojorskich Krytyków Filmowych dla najlepszej aktorki roku. Po zakończeniu zdjęć do tego filmu odbyła podróż do Indii, a ujrzawszy panującą tam biedę i nierówność niedługo po powrocie do Stanów zaangażowała się w politykę. W marcu 1970 wzięła udział w pokojowym marszu na rzecz Indian zorganizowanym w bazie wojskowej w Fort Lawson. W konsekwencji swojego zaagażowania politycznego była do 1973 pod obserwacją FBI. W grudniu 1970 wzięła udział w manifestacji przeciwprzemocowej, która została zorganizowana przez studentów University of Texas w Arlington. Wypowiadała się publicznie w sprawie walki o prawa kobiet i osób czarnoskórych oraz deklarowała solidarność z Partią Czarnych Panter i Ruchem Czarnych Muzułmanów. Agitowała przeciwko wojnie wietnamskiej poprzez udział w protestach antywojennych, za co kilkukrotnie była aresztowana. Ze względu na swoje poglądy i wypowiedzi była często atakowana przez konserwatystów. 3 października 1970 została aresztowana za rzekomy przemyt narkotyków i napaść na dwóch funkcjonariuszy FBI, jednak do czerwca 1971 została oczyszczona ze wszystkich zarzutów. Po tych zdarzeniach wniosła do sądu federalnego w Waszyngtonie pozew przeciwko Richardowi Nixonowi oraz części personelu Białego Domu, FBI, CIA i amerykańskiego rządu, których oskarżyła o „poważne naruszenie jej praw obywatelskich”. W maju 1979 strony zawarły ugodę, która zawierała „przyznanie się administracji państwowej do bezprawnych ingerencji w życie prywatne, podejmowanych przez funkcjonariuszy FBI wobec aktorki w latach 1970–1975”.

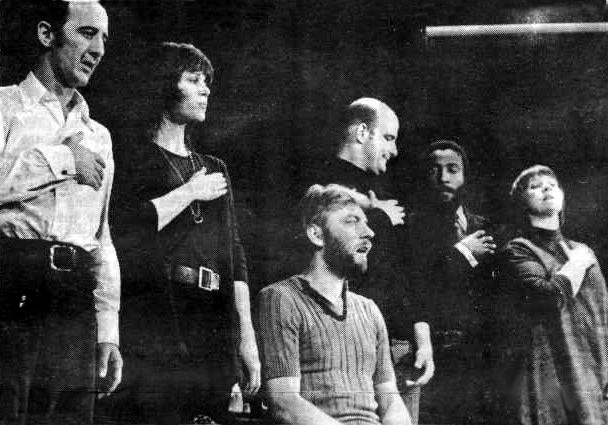
Fonda z pozostałymi aktorami grupy kabaretowej FTA (1971)

W lutym 1971 ogłosiła powstanie grupy kabaretowej FTA (Fuck The Army, pol. Pieprzyć Armię), która prezentowała satyry przeciwko wojnie w Wietnamie, nietolerancji i administracji Richarda Nixona. W lipcu 1972 odbyła wizytę pokojową w Hanoi, gdzie spotkała się z wicepremierem Wietnamu Nguyenem Duy Trinhem i kilkoma amerykańskimi więźniami, a także zrobiła sobie zdjęcie z wietnamskimi żołnierzami Vietcongu, za co była szeroko krytykowana w amerykańskiej prasie. Sama po latach uznała zdarzenie za „najgłupszą i najbardziej bezmyślną rzecz, jaką zrobiła w życiu” oraz publicznie przepraszała żołnierzy, których mogła urazić swoimi wcześniejszymi wypowiedziami i działaniami. Wyprodukowała dokumentalny film antywojenny F.T.A. (1972), w którym zagrała z Donaldem Sutherlandem; produkcja poniosła komercyjną klęskę. 
W międzyczasie kontynuowała karierę aktorską. Powróciła do kina rolą prostytutki Bee w mrocznym kryminale Alana J. Pakuli Klute (1971), a za swój występ w filmie otrzymała w 1972 Złoty Glob dla najlepszej aktorki w filmie dramatycznym i Oscara dla najlepszej aktorki. Następnie zagrała w filmach, które poniosły porażkę komercyjną: w dramacie politycznym Jean-Luc Godarda Wszystko w porządku (Tout va bien, 1972), dramacie Josephs Loseya Dom lalki (A Doll’s House, 1973), komedii kryminalnej Alana Myersona Steelyard Blues (1973) i baśni filmowej George’a Cukora Błękitny ptak (The Bluebird, 1976). Kontynuowała działalność społeczną, m.in. założyła organizację Indochina Peace Kampaign (IPC) i wyprodukowała film dokumentalny Introduction to the Enemy (1974) o odbudowywaniu Wietnamu po wojnie. Organizację IPC z czasem przekształciła w studio filmowe International Pictures Corporation Films. Poza tym wspierała męża, Toma Haydena, w kampaniach wyborczych do Zgromadzenia Stanowego Kalifornii w 1976 i 1982 oraz zaangażowała się w liczne akcje filantropijne.

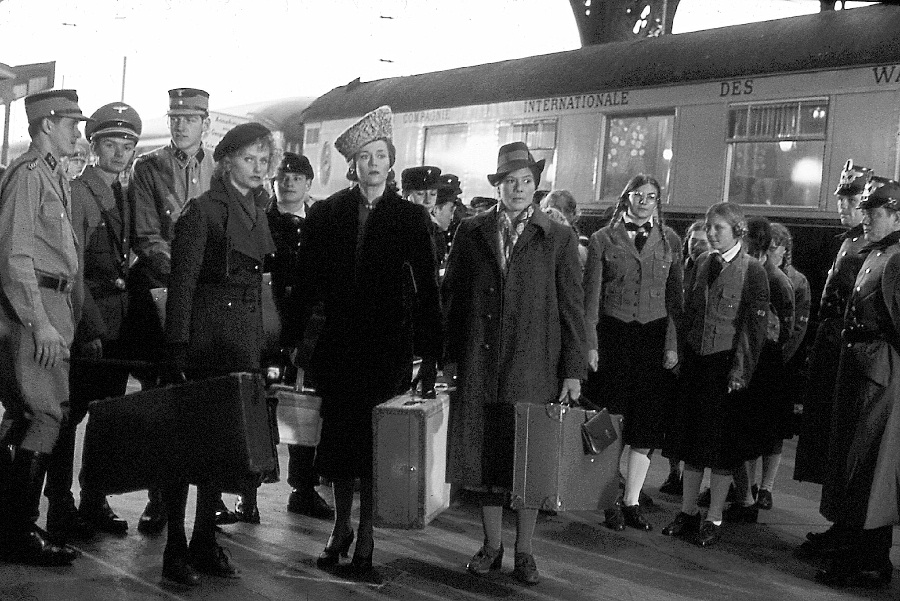
Fonda (na środku) na planie filmu Julia (1976)

Zebrała przychylne recenzje za tytułową rolę żeńską w komedii Teda Kotcheffa Dick i Jane (Fun with Dick and Jane, 1977) z George’em Segalem. Za rolę Lillian Hellman w dramacie biograficznym Freda Zinnemanna Julia (1977) otrzymała Złoty Glob dla najlepszej aktorki w filmie dramatycznym i była nominowana do Oscara dla najlepszej aktorki pierwszoplanowej. Za kreację Sally Hyde w dramacie wojennym Hala Ashby’a Powrót do domu (Coming Home, 1978) otrzymała Złoty Glob i Oscara dla najlepszej aktorki. Do końca lat 70. zagrała także m.in. w ciepło przyjętych filmach: Przybywa jeździec (Comes a Horseman, 1978) Alana J. Pakuli i Suita kalifornijska (California Suite, 1978) Herberta Rossa. Za rolę reporterki Kimberly Wells w katastroficznym filmie Jamesa Bridgesa Chiński syndrom (The China Syndrome, 1979) otrzymała kolejną w karierze nominację do Oscara dla najlepszej aktorki pierwszoplanowej. Dekadę zakończyła występem w komediodramacie Sydneya Pollacka Elektryczny jeździec (The Electric Horseman, 1979).
Równocześnie z działalnością aktorską od końca lat 70. przez niemal całą następną dekadę układała własne ćwiczenia aerobiku i prowadziła sale ćwiczeń „Jane Fonda Workout Inc.” oraz wydawała książki (m.in. Jane Fonda's Workout Book) i kasety wideo z ćwiczeniami. Zagrała Judy Bernly, jedną z trzech głównych bohaterek komedii Colina Higginsa Od dziewiątej do piątej (Nine to Five, 1980) z Lily Tomlin i Dolly Parton. Następnie wystąpiła u boku ojca w dramacie obyczajowym Marka Rydella Nad złotym stawem (On Golden Pond, 1981), a za kreację Chelsea Thayer Wayne uzyskała nominację do Oscara dla najlepszej aktorki pierwszoplanowej. Następnie zagrała Lee Winters w dramacie politycznym Alana J. Pakuli Prolongata (Rollover, 1981), który zebrał krytyczne recenzje i nie odniósł sukcesu komercyjnego.
W 1984 została uznana przez redakcję „World Almanac” za trzecią najbardziej wpływową kobietę w Stanach Zjednoczonych, zaś Instytut Gallupa umieścił ją na czwartym miejscu swojego analogicznego zestawienia. Za występ w tytułowej roli w telewizyjnym dramacie Daniela Petrie Lalkarka (The Dollmaker, 1984) otrzymała nagrodę Emmy dla najlepszej aktorki pierwszoplanowej w serialu lub filmie. Wystąpiła także w thrillerze psychologicznym Normana Jewisona Tajemnica klasztoru Marii Magdaleny (Agnes of God, 1985). Za kreację aktorki Alex Sternbergen w thrillerze Sidneya Lumeta Nazajutrz (The Morning After, 1986) otrzymała kolejną w karierze nominację do Oscara dla najlepszej aktorki pierwszoplanowej. W tym okresie brała udział w kolejnych debatach politycznych i społecznych, m.in. poparła tzw. „Propozycję 65” (żądającą zakazu produkcji wielu toksycznych materiałów), włączyła się w kampanię na rzecz uwolnienia z radzieckiego więzienia żydowskiej dysydentki Idy Nudel. W 1987 odwiedziła Polskę i wyraziła poparcie dla NSZZ „Solidarność”.

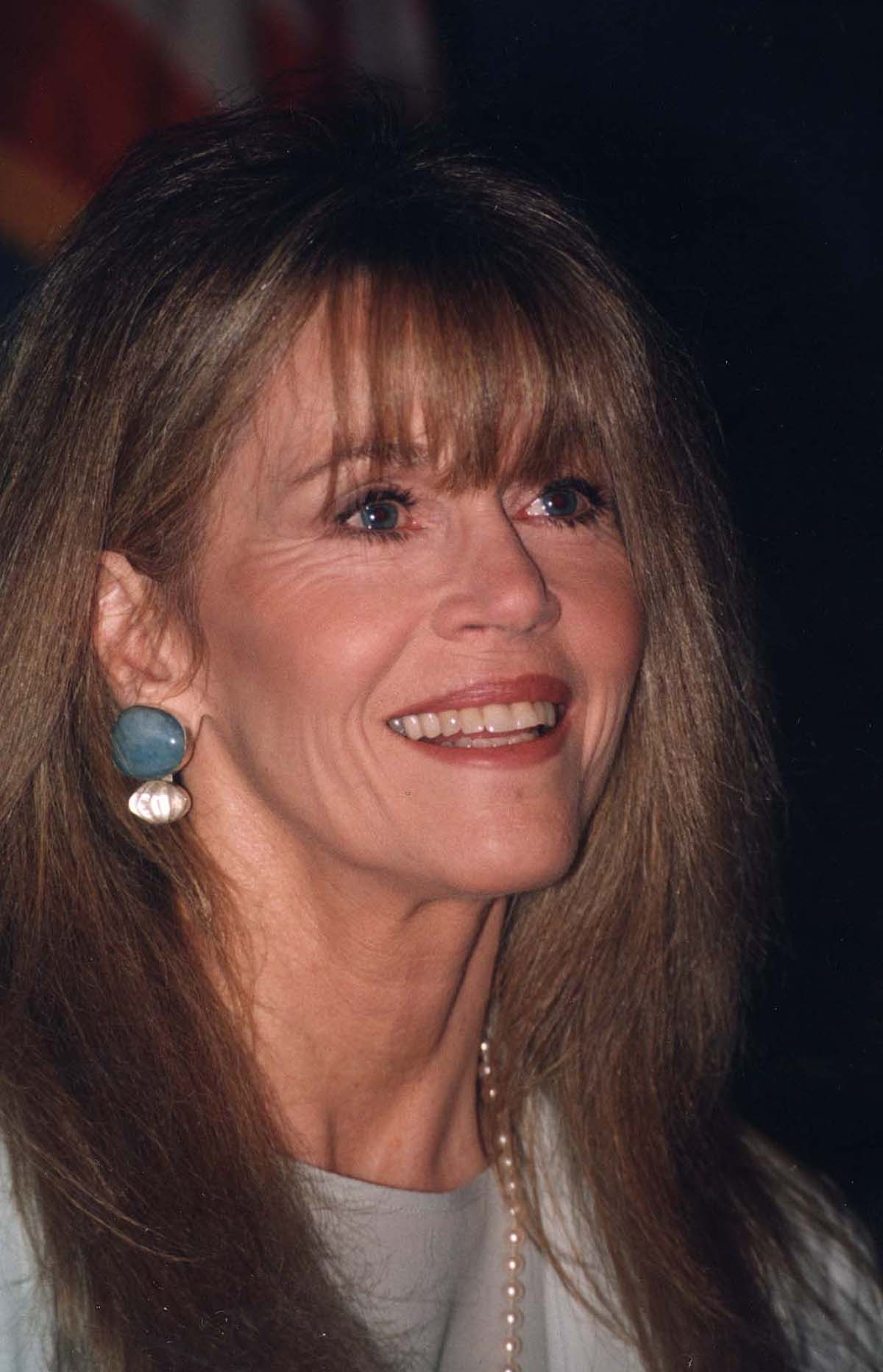
Fonda (1998)

W drugiej połowie lat 80. zagrała w filmach: Stary Gringo (Old Gringo, 1989) Luisa Puenzo. Po premierze filmu Martina Ritta Stanley i Iris (1990), w którym zagrała tytułową rolę żeńską u boku Roberta De Niro, porzuciła kino. Przez drugą połowę lat 90. zajmowała się propagowaniem świadomego rodzicielstwa (m.in. przekazała kilka milionów dolarów na program zapobiegania ciąży wśród nastolatek z biednych dzielnic), problemami Trzeciego świata, ochroną zwierząt, jogą i wegetarianizmem, a także kręceniem interwencyjnych reportaży i dokumentów.
Podczas 72. ceremonii rozdania Oscarów w 2000 wręczyła Andrzejowi Wajdzie honorową nagrodę za „całokształt osiągnięć jako reżyser”. W 2004 wznowiła karierę aktorską, występując w spektaklu Monologi waginy w Bombaju i filmowej komedii romantycznej Roberta Luketica Sposób na teściową (Monster-In-Law, 2005) z Jennifer Lopez i Michaelem Vartanem. W 2005 wydała autobiografię pt. My Life So Far. W 2006 została twarzą koncernu kosmetycznego L’Oréal.
W 2018 wystąpiła w filmie dokumentalnym Jane Fonda w pięciu odsłonach. Od 2019 aktywnie udziela się w ruchu Fire Drill Fridays nagłaśniającym kwestie związane z katastrofą klimatyczną.

## Życie prywatne
W młodości spotykała się z Jamesem Francisiusem, hrabią Giovannim Volpim oraz aktorami: Timmym Everettem i Andreasem Voutsinasem. 14 sierpnia 1966 wyszła za reżysera Rogera Vadima, z którym ma córkę, Vanessę (ur. 28 września 1968) oraz była macochą dla jego córki Nathalie i syna Christiana. Ich rozwód sfinalizowano w styczniu 1973. Po rozstaniu z mężem romansowała z przedsiębiorcą Fredem Gardnerem i aktorem Donaldem Sutherlandem.
21 stycznia 1973 wyszła za aktywistę i polityka Toma Haydena, z którym ma syna Troya O’Donovana Garrity’ego (ur. 7 lipca 1973) i z którym rozwiodła się w 1990. Po rozwodzie związała się z instruktorem surfingu Lorenzo Caccialanzą.
21 grudnia 1991 wyszła za potentata medialnego, twórcę CNN, Teda Turnera, z którym rozwiodła się 22 maja 2000.

## Filmografia

### Filmy
| Rok  | Tytuł                               | Rola                            | Reżyseria                         | Dodatkowe informacje                       |
| ---- | ----------------------------------- | ------------------------------- | --------------------------------- | ------------------------------------------ |
| 1960 | Wysoka historia                     | June Ryder                      | Joshua Logan                      |                                            |
| 1961 | Sznur różańca                       | Gloria Winters                  | Fielder Cook                      | film telewizyjny (CBS)                     |
| 1962 | Spacer po Dzikiej Stronie           | Kitty Twist                     | Edward Dmytryk                    |                                            |
| 1962 | Raport Chapmana                     | Kathleen Barclay                | George Cukor                      |                                            |
| 1962 | Okres przygotowawczy                | Isabel Haverstick               | George Roy Hill                   |                                            |
| 1963 | W chłodzie dnia                     | Christine Bonner                | Robert Stevens                    |                                            |
| 1963 | Niedziela w Nowym Jorku             | Eileen Tyler                    | Peter Tewksbury                   |                                            |
| 1964 | Koty                                | Melinda                         | René Clément                      |                                            |
| 1964 | Krąg                                | Sophie                          | Roger Vadim                       |                                            |
| 1965 | Kasia Ballou                        | Kasia Ballou                    | Elliot Silverstein                |                                            |
| 1966 | Obława                              | Anna Reeves                     | Arthur Penn                       |                                            |
| 1966 | Zdobycz                             | Renee Saccard                   | Roger Vadim                       |                                            |
| 1966 | W każdą środę                       | Ellen Gordon                    | Robert Ellis Miller               |                                            |
| 1967 | Szybki zmierzch                     | Julie Ann Warren                | Otto Preminger                    |                                            |
| 1967 | Boso w parku                        | Corie Bratter                   | Gene Saks                         |                                            |
| 1968 | Trzy kroki w szaleństwo             | Contessa Frederica              | Roger Vadim                       | antologia filmowa; segment Metzengerstein  |
| 1968 | Barbarella                          | Barbarella                      | Roger Vadim                       |                                            |
| 1969 | Czyż nie dobija się koni?           | Gloria Beatty                   | Sydney Pollack                    |                                            |
| 1971 | Klute                               | Bree                            | Alan J. Pakula                    |                                            |
| 1972 | Wszystko w porządku                 | Suzanne                         | Jean-Luc Godard Jean-Pierre Gorin |                                            |
| 1973 | Jego najlepszy numer                | Iris Caine                      | Alan Myerson                      |                                            |
| 1973 | Dom lalki                           | Nora Helmer                     | Joseph Losey                      |                                            |
| 1976 | Błękitny ptak                       | Noc                             | George Cukor                      |                                            |
| 1977 | Dick i Jane                         | Jane Harper                     | Ted Kotcheff                      |                                            |
| 1977 | Julia                               | Lillian Hellman                 | Fred Zinnemann                    |                                            |
| 1978 | Powrót do domu                      | Sally Hyde                      | Hal Ashby                         |                                            |
| 1978 | Przybywa jeździec                   | Ella Connors                    | Alan J. Pakula                    |                                            |
| 1978 | Suita kalifornijska                 | Hannah Warren                   | Herbert Ross                      |                                            |
| 1979 | Chiński syndrom                     | Kimberly Wells                  | James Bridges                     |                                            |
| 1979 | Elektryczny jeździec                | Alice „Hallie” Martin           | Sydney Pollack                    |                                            |
| 1980 | Od dziewiątej do piątej             | Judy Bernly                     | Colin Higgins                     |                                            |
| 1981 | Nad złotym stawem                   | Chelsea Thayer Wayne            | Mark Rydell                       |                                            |
| 1981 | Prolongata                          | Lee Winters                     | Alan J. Pakula                    |                                            |
| 1984 | Lalkarka                            | Gertie Nevels                   | Daniel Petrie                     | film telewizyjny (ABC)                     |
| 1985 | Tajemnica klasztoru Marii Magdaleny | Martha Livingston               | Norman Jewison                    |                                            |
| 1986 | Nazajutrz                           | Alex Sternbergen                | Sidney Lumet                      |                                            |
| 1987 | Leonard, część 6                    | ona sama                        | Paul Weiland                      | niewymieniona w napisach                   |
| 1989 | Stary Gringo                        | Harriet Winslow                 | Luis Puenzo                       |                                            |
| 1990 | Stanley i Iris                      | Iris Estelle King               | Martin Ritt                       |                                            |
| 1990 | The Earth Day Special               | Hellen                          | różni                             | program telewizyjny                        |
| 2005 | Sposób na teściową                  | Viola Fields                    | Robert Luketic                    |                                            |
| 2007 | Twarda sztuka                       | Georgia Randall                 | Garry Marshall                    |                                            |
| 2011 | Zamieszkajmy razem                  | Jeanne                          | Stéphane Robelin                  |                                            |
| 2012 | Pokój, miłość i nieporozumienia     | Grace                           | Bruce Beresford                   |                                            |
| 2013 | Kamerdyner                          | Nancy Reagan                    | Lee Daniels                       |                                            |
| 2014 | Romans na haju                      | ona sama                        | David Postmentier Geoff Moore     |                                            |
| 2014 | Powiedzmy sobie wszystko            | Hilary Altman                   | Shawn Levy                        |                                            |
| 2015 | Młodość                             | Brenda Morel                    | Paolo Sorrentino                  |                                            |
| 2015 | Ojcowie i córki                     | Teddy Stanton                   | Gabriele Muccino                  |                                            |
| 2015 | Connected                           | guru                            | Luke Gilford                      | głos, film krótkometrażowy                 |
| 2016 | Elena i sekret Avaloru              | Shuriki                         | Jamie Mitchell                    | dubbing, film telewizyjny (Disney Channel) |
| 2017 | Nasze noce                          | Addie Moore                     | Ritesh Batra                      |                                            |
| 2018 | Pozycja obowiązkowa                 | Vivian                          | Bill Holderman                    |                                            |
| 2022 | Łut szczęścia                       | smoczyca                        | Peggy Holmes                      | dubbing                                    |
| 2022 | Moving On                           | Claire                          | Paul Weitz                        |                                            |
| 2023 | Osiemdziesiątki dla Brady’ego       | Trish                           | Kyle Marvin                       |                                            |
| 2023 | Book Club. Następny rozdział        | Vivian                          | Bill Holderman                    |                                            |
| 2023 | Miss Kraken. Ruby Gillman           | Wojownicza Królowa Siedmiu Mórz | Kirk DeMicco                      | dubbing                                    |
| 2024 | This Is Me…Now: Historia miłości    | Strzelec                        | Dave Meyers                       |                                            |

### Seriale
| Lata      | Tytuł           | Rola           | Stacja/platforma             | Dodatkowe informacje                            |
| --------- | --------------- | -------------- | ---------------------------- | ----------------------------------------------- |
| 1982      | 9 to 5          | O’Neil         | ABC                          | odcinek „The Security Guard”                    |
| 2012–2014 | Newsroom        | Leona Lansing  | HBO                          | 10 odcinków                                     |
| 2014      | Simpsonowie     | Maxime Lombard | Fox                          | dubbing, odcinek „Przeciwności się przyciągają” |
| 2015–2022 | Grace i Frankie | Grace Hanson   | Netflix                      | 94 odcinki, również producent wykonawczy        |
| 2017–2020 | Elena z Avaloru | Shuriki        | Disney Channel Disney Junior | dubbing, 10 odcinków                            |
| 2021–2022 | Stoner Cats     | pani Stoner    | —                            | dubbing, 7 odcinków                             |

## Nagrody i nominacje
| Nagroda / festiwal                                       | Rok  | Kategoria                                                                | Nominowana twórczość      | Rezultat  | Źr.    |
| -------------------------------------------------------- | ---- | ------------------------------------------------------------------------ | ------------------------- | --------- | ------ |
| Amerykański Instytut Filmowy                             | 2014 | Nagroda Amerykańskiego Instytutu Filmowego za całokształt twórczości     | —                         | Wygrana   | [ 80 ] |
| Britannia Awards                                         | 2019 | Britannia Award imienia Stanleya Kubricka za zasługi w filmie            | —                         | Wygrana   | [ 81 ] |
| Festiwal Filmowy w Cannes                                | 2007 | Honorowa Złota Palma                                                     | —                         | Wygrana   | [ 82 ] |
| Festiwal Filmowy w Cannes                                | 2015 | Nagroda Keringa dla kobiet w ruchu                                       | —                         | Wygrana   | [ 83 ] |
| Grammy                                                   | 1984 | Najlepsze nagranie słowa mówionego lub niemuzyczne                       | Jane Fonda’s Workout      | Nominacja | [ 84 ] |
| Międzynarodowy Festiwal Filmowy w Wenecji                | 2017 | Honorowy Złoty Lew                                                       | —                         | Wygrana   | [ 85 ] |
| Nagrody Akademii Filmowej (Oscary)                       | 1970 | Najlepsza aktorka                                                        | Czyż nie dobija się koni? | Nominacja | [ 86 ] |
| Nagrody Akademii Filmowej (Oscary)                       | 1972 | Najlepsza aktorka                                                        | Klute                     | Wygrana   | [ 86 ] |
| Nagrody Akademii Filmowej (Oscary)                       | 1978 | Najlepsza aktorka                                                        | Julia                     | Nominacja | [ 86 ] |
| Nagrody Akademii Filmowej (Oscary)                       | 1979 | Najlepsza aktorka                                                        | Powrót do domu            | Wygrana   | [ 86 ] |
| Nagrody Akademii Filmowej (Oscary)                       | 1980 | Najlepsza aktorka                                                        | Chiński syndrom           | Nominacja | [ 86 ] |
| Nagrody Akademii Filmowej (Oscary)                       | 1982 | Najlepsza aktorka drugoplanowa                                           | Nad złotym stawem         | Nominacja | [ 86 ] |
| Nagrody Akademii Filmowej (Oscary)                       | 1987 | Najlepsza aktorka                                                        | Nazajutrz                 | Nominacja | [ 86 ] |
| Nagrody Amerykańskiej Gildii Producentów Filmowych (PGA) | 2019 | Nagroda Stanleya Kramera                                                 | —                         | Wygrana   | [ 87 ] |
| Nagrody Brytyjskiej Akademii Filmowej (BAFTA)            | 1966 | Najlepsza aktorka zagraniczna                                            | Kasia Ballou              | Nominacja | [ 81 ] |
| Nagrody Brytyjskiej Akademii Filmowej (BAFTA)            | 1968 | Najlepsza aktorka pierwszoplanowa                                        | Boso w parku              | Nominacja | [ 81 ] |
| Nagrody Brytyjskiej Akademii Filmowej (BAFTA)            | 1971 | Najlepsza aktorka pierwszoplanowa                                        | Czyż nie dobija się koni? | Nominacja | [ 81 ] |
| Nagrody Brytyjskiej Akademii Filmowej (BAFTA)            | 1972 | Najlepsza aktorka pierwszoplanowa                                        | Klute                     | Nominacja | [ 81 ] |
| Nagrody Brytyjskiej Akademii Filmowej (BAFTA)            | 1979 | Najlepsza aktorka pierwszoplanowa                                        | Julia                     | Wygrana   | [ 81 ] |
| Nagrody Brytyjskiej Akademii Filmowej (BAFTA)            | 1980 | Najlepsza aktorka pierwszoplanowa                                        | Chiński syndrom           | Wygrana   | [ 81 ] |
| Nagrody Brytyjskiej Akademii Filmowej (BAFTA)            | 1983 | Najlepsza aktorka drugoplanowa                                           | Nad złotym stawem         | Nominacja | [ 81 ] |
| Nagrody Gildii Aktorów Ekranowych (SAG)                  | 2014 | Najlepsza obsada w filmie                                                | Kamerdyner                | Nominacja | [ 88 ] |
| Nagrody Gildii Aktorów Ekranowych (SAG)                  | 2017 | Najlepsza aktorka w serialu komediowym                                   | Grace i Frankie           | Nominacja | [ 88 ] |
| Nagrody Gildii Aktorów Ekranowych (SAG)                  | 2018 | Najlepsza aktorka w serialu komediowym                                   | Grace i Frankie           | Nominacja | [ 88 ] |
| Nagrody Gildii Aktorów Ekranowych (SAG)                  | 2019 | Najlepsza aktorka w serialu komediowym                                   | Grace i Frankie           | Nominacja | [ 88 ] |
| Nagrody Gildii Aktorów Ekranowych (SAG)                  | 2025 | Nagroda Gildii Aktorów Ekranowych za całokształt twórczości              | —                         | Wygrana   | [ 89 ] |
| Primetime Emmy                                           | 1984 | Najlepsza aktorka pierwszoplanowa w miniserialu lub programie specjalnym | Lalkarka                  | Wygrana   | [ 90 ] |
| Primetime Emmy                                           | 1995 | Najlepszy program informacyjny                                           | A Century of Women        | Nominacja | [ 90 ] |
| Primetime Emmy                                           | 2013 | Najlepsza aktorka gościnna w serialu dramatycznym                        | Newsroom                  | Nominacja | [ 90 ] |
| Primetime Emmy                                           | 2014 | Najlepsza aktorka gościnna w serialu dramatycznym                        | Newsroom                  | Nominacja | [ 90 ] |
| Primetime Emmy                                           | 2017 | Najlepsza aktorka pierwszoplanowa w serialu komediowym                   | Grace i Frankie           | Nominacja | [ 90 ] |
| Tony                                                     | 1960 | Najlepsza aktorka drugoplanowa w dramacie                                | There Was a Little Girl   | Nominacja | [ 91 ] |
| Tony                                                     | 2009 | Najlepsza aktorka pierwszoplanowa w dramacie                             | 33 Variations             | Nominacja | [ 91 ] |
| Złote Globy                                              | 1962 | Debiutantka roku                                                         | Wysoka historia           | Wygrana   | [ 92 ] |
| Złote Globy                                              | 1963 | Najlepsza aktorka w filmie komediowym lub musicalu                       | Okres przygotowawczy      | Nominacja | [ 92 ] |
| Złote Globy                                              | 1966 | Najlepsza aktorka w filmie komediowym lub musicalu                       | Kasia Ballou              | Nominacja | [ 92 ] |
| Złote Globy                                              | 1967 | Najlepsza aktorka w filmie komediowym lub musicalu                       | W każdą środę             | Nominacja | [ 92 ] |
| Złote Globy                                              | 1970 | Najlepsza aktorka w filmie dramatycznym                                  | Czyż nie dobija się koni? | Nominacja | [ 92 ] |
| Złote Globy                                              | 1972 | Najlepsza aktorka w filmie dramatycznym                                  | Klute                     | Wygrana   | [ 92 ] |
| Złote Globy                                              | 1973 | Ulubiona światowa aktorka                                                | —                         | Wygrana   | [ 92 ] |
| Złote Globy                                              | 1978 | Najlepsza aktorka w filmie dramatycznym                                  | Julia                     | Wygrana   | [ 92 ] |
| Złote Globy                                              | 1979 | Najlepsza aktorka w filmie dramatycznym                                  | Powrót do domu            | Wygrana   | [ 92 ] |
| Złote Globy                                              | 1979 | Ulubiona światowa aktorka                                                | —                         | Wygrana   | [ 92 ] |
| Złote Globy                                              | 1980 | Najlepsza aktorka w filmie dramatycznym                                  | Chiński syndrom           | Nominacja | [ 92 ] |
| Złote Globy                                              | 1980 | Ulubiona światowa aktorka                                                | —                         | Wygrana   | [ 92 ] |
| Złote Globy                                              | 1982 | Najlepsza aktorka drugoplanowa w filmie                                  | Nad złotym stawem         | Nominacja | [ 92 ] |
| Złote Globy                                              | 1985 | Najlepsza aktorka w miniserialu lub filmie telewizyjnym                  | Lalkarka                  | Nominacja | [ 92 ] |
| Złote Globy                                              | 2016 | Najlepsza aktorka drugoplanowa w filmie                                  | Młodość                   | Nominacja | [ 92 ] |
| Złote Globy                                              | 2021 | Nagroda im. Cecila B. DeMille’a                                          | —                         | Wygrana   | [ 93 ] |